# الخليف (الضليعة)

'

تعديل مصدري - تعديل

الخليف هي إحدى قرى عزلة الضليعة بمديرية الضليعة التابعة لمحافظة حضرموت، بلغ تعداد سكانها 272 نسمة حسب تعداد اليمن لعام 2004.